# Diagraphie
« Carottage électrique » redirige ici. Pour les autres significations, voir Carottage.

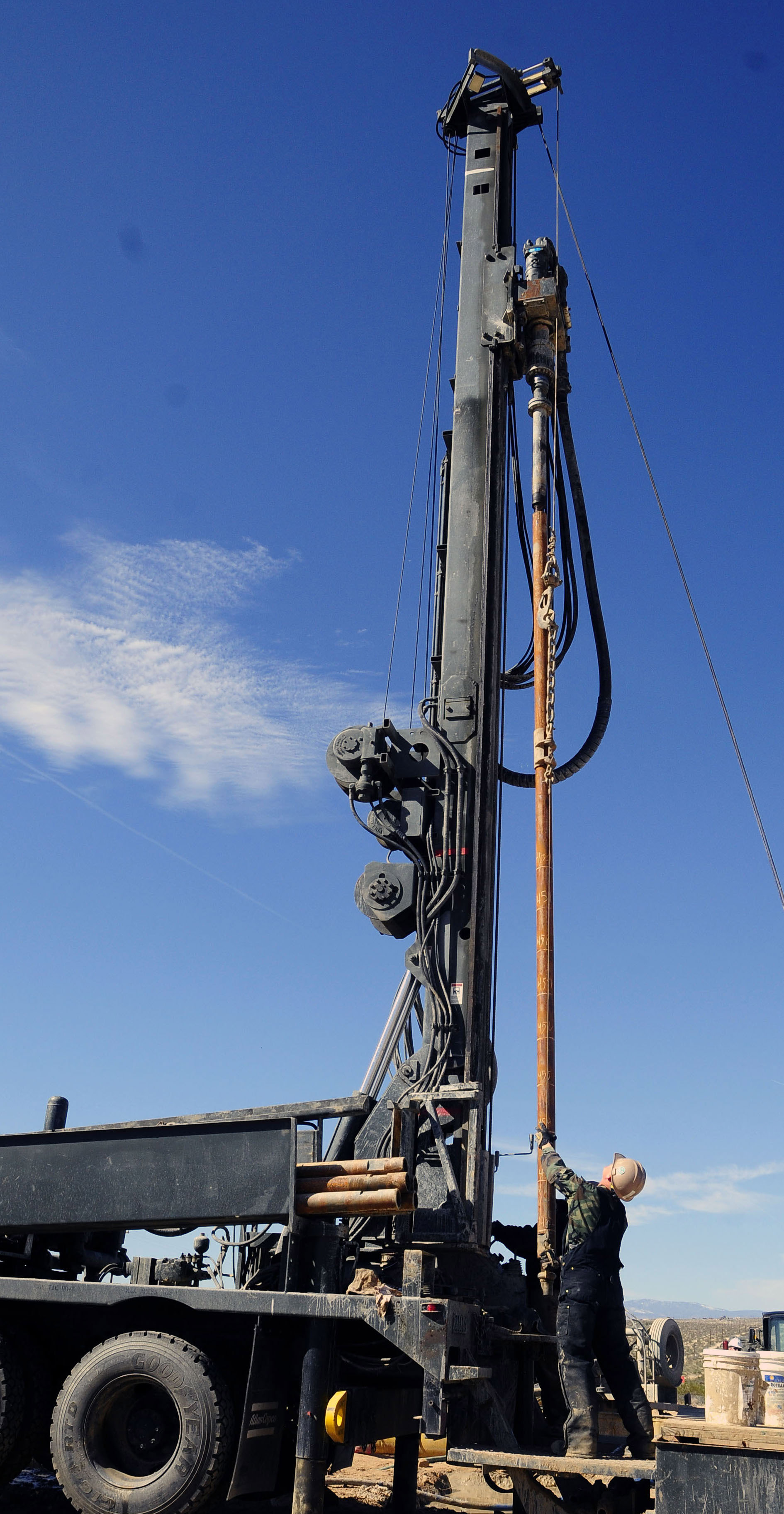
Une diagraphie s'effectue pendant ou après un forage.

Une diagraphie (anciennement dénommée un carottage électrique, et en anglais well log) consiste à mesurer, à l'aide de différentes sondes, les caractéristiques des roches traversées lors d'un forage. D'une manière générale, on appelle diagraphie tout enregistrement, en fonction de la profondeur, d'une caractéristique d'une formation géologique traversée par un sondage (géophysique des puits).
Une diagraphie instantanée enregistre les caractéristiques de la formation pendant le forage (logging while drilling soit LWD) tandis qu'une diagraphie différée détermine les caractéristiques de la formation après le forage, la garniture de forage ayant été retirée du puits. Les outils de mesures sont alors connectés à un câble électrique (wireline logging) et descendus dans le sondage (avant tubage), la stabilité étant assurée par le fluide de forage.

## Démarche

### Objectifs
Les mesures diagraphiques permettent d'estimer le contenu (la « saturation ») en eau et/ou en hydrocarbures des réservoirs traversés. Elles permettent de déterminer le pendage des couches géologiques, de mesurer les propriétés du puits de forage, de comparer différents puits entre eux et d'identifier les zones productives ainsi que les couches isolantes (non-productrices).
Une fois le puits tubé et cimenté (cased hole), la mesure diagraphique la plus fréquemment effectuée est celle de la qualité de l'étanchéité verticale obtenue grâce au ciment. Elle est effectuée dans le but d'isoler les zones poreuses (ou réservoirs) les unes des autres. Tout au cours de la vie du puits on pratique également des contrôles d'intégrité du cuvelage (corrosion possible du tube métallique ou casing en anglais).

### Principes
Cette évaluation est basée sur deux principes physiques différents :
1. La mesure de l'atténuation en amplitude d'une onde acoustique se propageant dans le tube d'acier. Plus l'atténuation est grande et meilleure est l'intégrité de l'espace annulaire rempli de ciment situé entre le tubage et le sondage initial.
2. Le traitement des principales caractéristiques d'une onde ultra-sonore réfléchie normalement à la surface du tubage et dont le taux d'atténuation varie comme la qualité du ciment.

Une analyse complémentaire de cette onde ultra-sonore réfléchie, à savoir la détermination de la fréquence, qui est une mesure de l'épaisseur du tubage, de l'amplitude de l'onde réfléchie, qui est d'autant plus grande que l'état de surface du tubage est poli, et du temps de propagation de l'onde incidente, qui est une mesure du rayon interne du tubage, permet une évaluation du degré de corrosion du tubage métallique, utile dans les puits équipés de longue date et pouvant être endommagés par des causes variées telles que la salinité de l'eau libérée avec les hydrocarbures, les particules solides en suspension, les tremblements de terre, etc.

### Intérêts

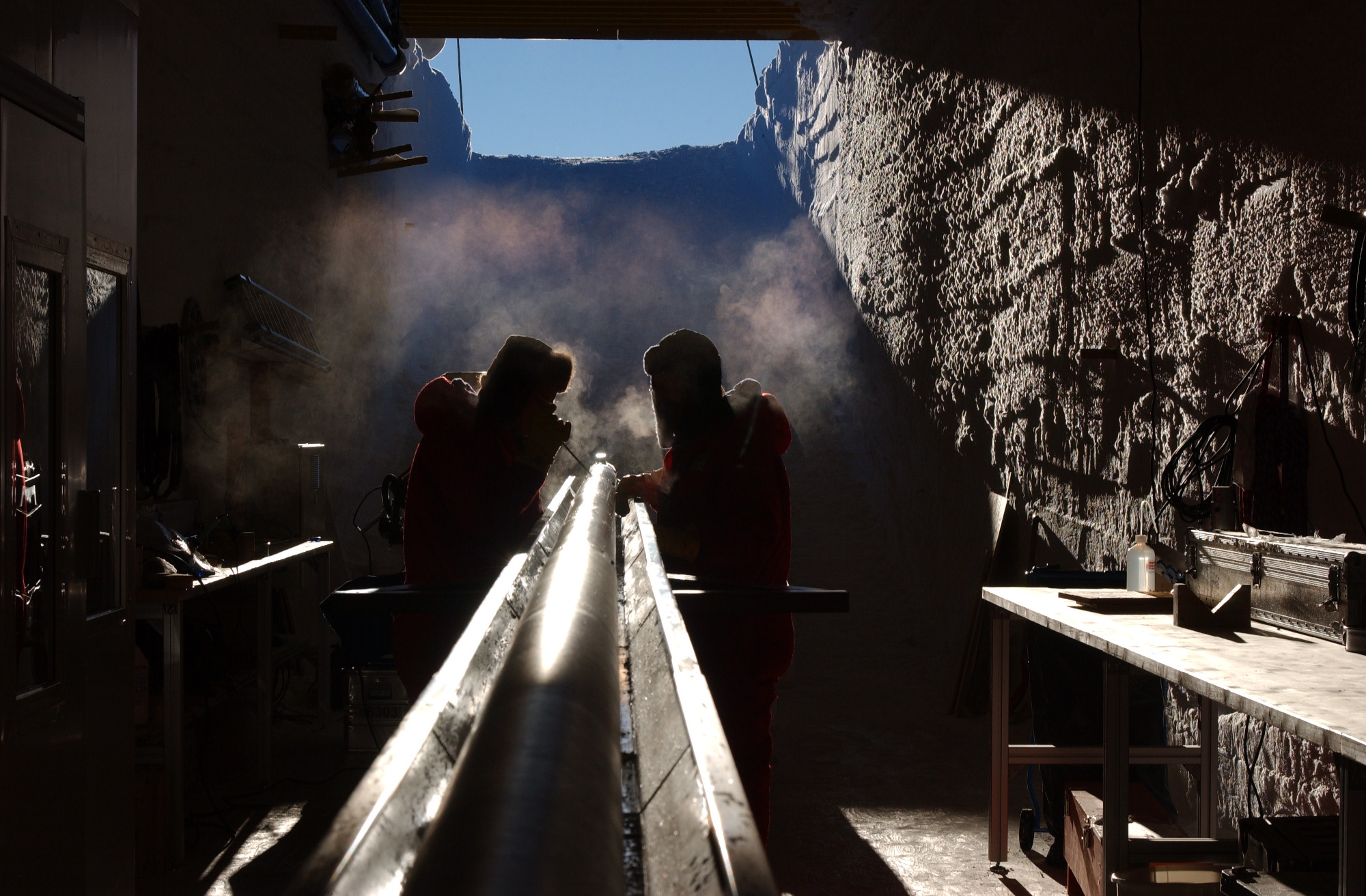
Les diagraphies étaient initialement dénommées « carottage électrique ».

Les diagraphies sont déterminantes pour l'efficacité de l'exploration pétrolière. Elles permettent de confirmer ou non les indices décelés durant les phases préliminaires de sismique de surface et de forage. Si les indications sont favorables, elles seront suivies des phases d'essais de puits (afin de tester les capacités de production du puits étudié) et d'équipement (« complétion ») si le puits est estimé commercialement rentable.
Ce sont les frères Conrad et Marcel Schlumberger qui ont inventé les diagraphies — initialement dénommées « carottage électrique » car elles se substituaient partiellement au carottage tubulaire usuel. 
La première mesure de ce type date du 5 septembre 1927. Elle fut réalisée sur le puits Pechelbronn en Alsace.

## Données enregistrables

### Diagraphies différées

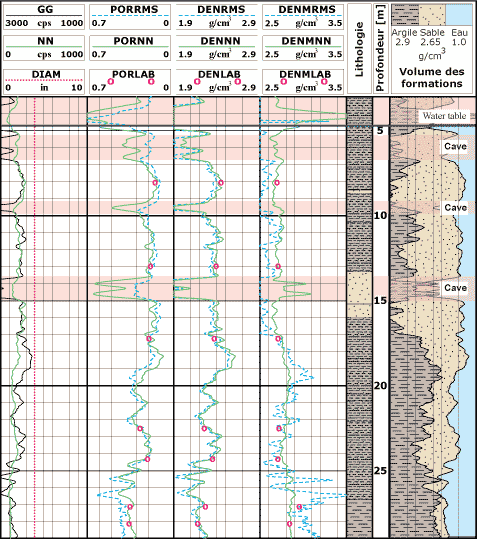
Diagraphie différée interprétée. On y retrouve des informations de porosité et de densité.

Les diagraphies différées peuvent enregistrer, lorsqu'elles traversent un matériau :
- sa résistivité et son potentiel spontané ;
- sa radioactivité naturelle via son contenu en uranium, thorium et potassium (à différencier de celle d'éventuels traceurs radioactifs ajoutés dans la boue de forage) ;
- sa constante diélectrique ;
- la vitesse du son dans ce matériau ;
- la densité de la formation, sa porosité, sa perméabilité ;
- une estimation automatique des principaux minéraux constituant la matrice de la formation, en se basant sur les données des différents instruments ;
- le pendage de la formation (angle avec l'horizontale) ;
- la température de la boue de forage ;
- des paramètres géométriques, comme le diamètre du sondage ainsi que sa déviation et son azimut.

### Diagraphies instantanées
Les diagraphies instantanées peuvent enregistrer, lorsqu'elles traversent un matériau :
- sa porosité et sa densité ;
- sa perméabilité ;
- sa teneur en hydrocarbures et/ou en eau ;
- la vitesse d'avancement du trépan qui fore.